# سامرویل (ماساچوست)
سامرویل، ماساچوست
سامرویل(به انگلیسی: Somerville) شهری در شهرستان میدلسکس ایالت ماساچوست می‌باشد که در سال ۱۸۴۲ بنیان‌گذاری شده‌است. این شهر در سرشماری سال ۲۰۱۰ میلادی، ۷۵٬۷۵۴ نفر جمعیت داشته‌است.